# Quartinia matabele
Quartinia matabele är en stekelart som beskrevs av Turner 1939. Quartinia matabele ingår i släktet Quartinia och familjen Masaridae. Inga underarter finns listade i Catalogue of Life.